# Перец, Сергей Владимирович
Серге́й Влади́мирович Пе́рец (28 сентября 1969, Кострома — 16 августа 2002, Чечня, (Россия) — командир моторизованного взвода Отряда милиции особого назначения ОВД города Череповец Вологодской области, капитан милиции. Погиб при выполнении боевой задачи. Герой Российской Федерации (8.11.2003, посмертно).

## Подвиг
16.08.2002, около 8.00 часов капитан милиции Перец С. В. в составе ОМОН, совместно с военнослужащими выдвинулся на помощь Омскому ОМОН, атакованному боевиками в н.п. Шалажи. Во время движения капитан милиции Перец С. В. находился впереди с правой стороны БТРа-80, который шел первым в колонне. При подъезде к окраине населенного пункта Сергей заметил передвижение группы боевиков и принял решение первым открыть огонь из автоматического оружия на поражение. Благодаря его решительным действиям удалось предотвратить прямое попадание выстрела гранатомета по БТР и тем самым избежать потерь среди личного состава. В ту же минуту колонна была обстреляна из гранатомета, подствольных гранатометов и автоматического оружия. Первый БТР-80 № 201 был отсечен шквальным огнём от остальной группы, завязался бой, который длился около трех часов, в результате чего капитан милиции Перец С. В. получил осколочные ранения.
Сергей сумел рассредоточить милиционеров по местности, занять наиболее выгодные позиции. Руководя личным составом ОМОН и военнослужащими 47 ПОН, продолжал вести прицельный огонь по группе боевиков, подавляя огневые точки противника. Увидев, что один из бойцов — прапорщик милиции Юрий Фролов — получил ранение в ногу, сумел подползти к нему, вытащить с поля боя и перенести в укрытие. Возвращаясь из укрытия, капитан милиции Перец С. В. попытался занять удобную позицию для ведения огня и в это время от снайперского выстрела получил смертельное ранение в голову, несовместимое с жизнью.
За смелые и решительные действия при исполнении служебного долга и боевых задач в ходе проведения контртеррористической операции в Чеченской республике в условиях, сопряжённых с реальным риском для жизни, проявленные при этом мужество и героизм, спасение и сохранение жизни сотрудников Указом Президента Российской Федерации № 1314 от 8 ноября 2003 года ему присвоено звание Герой Российской Федерации (посмертно).
Похоронен в Череповце на кладбище N 1.

## Память
- Занесён в Книгу памяти сотрудников органов внутренних дел Северо-Западного федерального округа, погибших при исполнении служебных обязанностей[1][2][3][4][5].
- Именем Героя в Череповце названа улица[6].
- Имя Сергея Перца занесено на памятную доску в храме Александра Невского в г. Вологде и в храме Рождества Христова в г. Череповце.
- Фамилия высечена на мраморной доске у монумента войнам-интернационалистам в Октябрьском сквере г. Вологды, на монументе в сквере у здания УВД в г. Череповец.
- В вологодском институте права и экономики ФСИН России создана памятная экспозиция.
- В 2018 году школе села Краснощелье Мурманской области в которой учился Сергей Перец присвоено его имя. Также на здании школы открыта мемориальная доска.
- 28 сентября 2022 года почтой России была выпущена почтовая марка из серии «Герой Российской Федерации» с изображением С. В. Перца. К выпуску марки также был подготовлен конверт первого дня и штемпель специального гашения для Вологды, Костромы, Москвы и Санкт-Петербурга.

## Награды
- Медаль «Золотая Звезда»
- Орден Мужества
- Медаль ордена «За заслуги перед Отечеством» II степени с мечами
- Медаль «За отвагу»
- Медаль «За отличие в охране общественного порядка»
- Медаль «За доблесть в службе» (МВД)